# Корреспондентский счёт
Корреспондентский счёт — счёт, открываемый банковской организацией (банком-респондентом) в подразделении самого банка или в иной банковской организации (корреспонденте). Предназначен для отражения расчётов, производимых одной банковской организацией по поручению и за счёт другой на основании заключённого между ними корреспондентского соглашения.
В платёжных документах, отправляемых через расчётную сеть самого банка, указываются не только расчётные счета отправителя и получателя средств, но и корреспондентские счета банка, в котором эти расчётные счета открыты.
В практике международных расчётов, однако, использование данного реквизита в платёжных поручениях необязательно.
В России номера корреспондентских счетов состоят из 20 десятичных разрядов, при этом первые три разряда (так называемый счёт первого порядка) — 301.
Последние три цифры номера корреспондентского счёта, открываемого в учреждении самого банка (18-й, 19-й, 20-й разряды), содержат 3-значный условный номер участника расчётов, соответствующий 7-му, 8-му, 9-му разрядам БИК.
Пример: к/с 30101810600000000957, БИК 044525957

## Типы корреспондентских счетов
- Ностро (от итал. Nostro conto — Наш счёт). Счёт, отражающий операции в балансе банка-респондента (наш банк) по корреспондентскому счёту (наш счёт), открытому в банке-корреспонденте (их банк). 30110
- Лоро (от итал. Loro conto — Их счёт). Счёт (их счёт), открываемый в банке-респонденте (наш банк) банку-корреспонденту (их банку). 30109
- Востро — Ностро счёт в иностранном банке. Востро счета в российской практике разделяют редко и записывают как ностро счёт.

Во избежание путаницы в русском языке применяется следующее мнемоническое правило: Ностро — наш счёт в их банке. Лоро, соответственно, наоборот — их счёт в нашем банке. Востро — наш счёт в иностранном банке.
Пример: Некий банк B имеет Ностро счёт в долларах США в банке A. Это значит, что банк A — вышестоящий в расчётах для банка B, то есть заведует корр. счётом банка B. Аналогично, если в банке B держат Лоро счета в британских фунтах стерлингов некие банки C и D, то их счетами на приём и отправку средств во внешний мир ведает банк B (у которого также может быть вышестоящий посредник, но его знать не обязательно). При этом для переводов SWIFT достаточно указать реквизиты конкретного банка-получателя. Банки-корреспонденты будут незримо обрабатывать платежи в этой цепочке и брать свои комиссионные, размер которых заранее оговорен между банками (за перевод, за размер платежа, за ведение счёта, за объём и т. п.). Конечный пользователь получит сумму за вычетом этих комиссионных (точный её размер отправителю и получателю заранее может быть неизвестен), но при этом сам перевод обойдется отправителю дешевле. Это в случае отправления SWIFT-перевода с пометкой BEN (то есть комиссии вычитаются с суммы перевода и тем самым их оплачивает бенефициар (получатель)). Пометки комиссий OUR, SHA, BEN показывают, за чей счет будут взиматься банковские комиссии. Пометка OUR (наша комиссия) означает, что расходы по оплате всех комиссий будет нести отправитель платежа (то есть по мере прохождения платежа они будут списываться со счета отправителя сверх отправляемой суммы). При этом гарантируется получение конечным пользователем всей отправляемой суммы в полном объеме. Как правило, этот вариант самый дорогой, поскольку предполагает обратную связь с банком и счетом отправителя при обработке платежа. Вариант SHA (shared, общая комиссия) предполагает совместную оплату комиссий: отправитель оплачивает расходы своего банка дополнительно со своего счета, а комиссии задействованных в цепочке банков-корреспондентов и, часто, банка-получателя — вычитаются из суммы платежа. Пометка BEN (комиссия бенефициара) указывает, что комиссии всех банков оплачиваются бенефициаром (все комиссии удерживаются из суммы самого платежа). Как правило, это самый дешевый вариант SWIFT-перевода и самый распространенный, но невозможный для переводов в евро.